# Boulonnais
A boulonnais vagy boulogne-i Franciaországból, Boulogne-ből származik. Egy különös hidegvérű fajta, mivel egy szép fejhez egy robusztus külső társul, és ennek ellenére is sokkal nemesebb megjelenésű, mint a többi hidegvérű lófajta.

## Története
A XIV. században harcokban alkalmazták őket. Mivel növelni akarták a tömegét és a magasságát, a XVI. században spanyol lovakkal keresztezték, spanyol, arab, és az erdei ló. A spanyol ló a fajtának a végtagjain és a mozgásán javított, az erdei ló a tömegén és a méretein javított, az arab ló pedig finomított a fajtán. A XVII. századra a boulogne-inek 2 fajtája alakult ki: az ügyes, mozgékony mareyeur-t és nehézigás dunkerque-et. A mareyeur mára gyakorlatilag kihalt, mivel az egyedek tisztavérű tenyésztését nem tartották fenn. A boulonnais 1986 óta rendelkezik tenyésztőegyesülettel.

## Jellemzői
A legtöbb boulonnais szürke színű. A 18. században a fekete szín volt elterjedt. Magassága 155–170 centiméter, súlya 500–700 kilogramm. Feje finom, homloka lapos és széles, fülei kicsik, nyaka vastag. Sörénye dús, farka magas tűzésű.

## Hasznosítása
A fajtát napjainkig használják családi gazdaságokban igáslónak, de főleg húslónak, emellett szépsége és élénk mozgása miatt hobbilóként is népszerű.

## Fordítás
- Ez a szócikk részben vagy egészben  a   Boulonnais horse című angol Wikipédia-szócikk fordításán alapul.  Az eredeti cikk szerkesztőit annak laptörténete sorolja fel. Ez a jelzés csupán a megfogalmazás eredetét és a szerzői jogokat jelzi, nem szolgál a cikkben szereplő információk forrásmegjelöléseként.